# Рафия (пальма)
Ра́фия (лат. Raphia) — род растений семейства Пальмовые (Arecaceae), родиной которых является тропическая Африка и в особенности Мадагаскар, а также для одного вида (Raphia regalis) — Центральная и Южная Америка.
Достигают в высоту 16 метров. Листья длиной от 15 до 20 метров, у Raphia regalis — до 25 м, что делает их самыми длинными листьями растений. Ширина листьев — до 3 м. Ветвистые соцветия достигают в диаметре 5 м, несут как пестичные, так и тычиночные цветки. Плоды имеют волокнистую оболочку. Рафия цветет один раз в жизни и погибает после созревания семян (монокарпические растения). У некоторых видов отмирает только надземная часть, а из корня развиваются новые побеги.
Все виды рафии содержат в листьях и черешках плотное волокно, которое используется для изготовления веревок, изготовления щёток и технической ткани, применяется в садоводстве в качестве перевязочного материала. Представители народа бапенде (Конго) используют листья пальмы для изготовления национальных костюмов.
Из натуральной рафии можно вязать шляпки и сумочки.

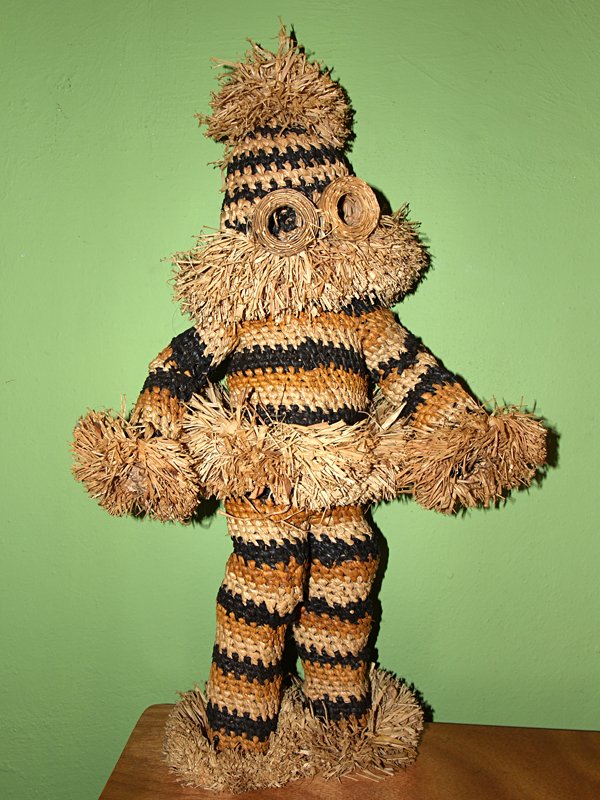
Костюм танцора народа бапенде из листьев пальмы рафии

## Виды

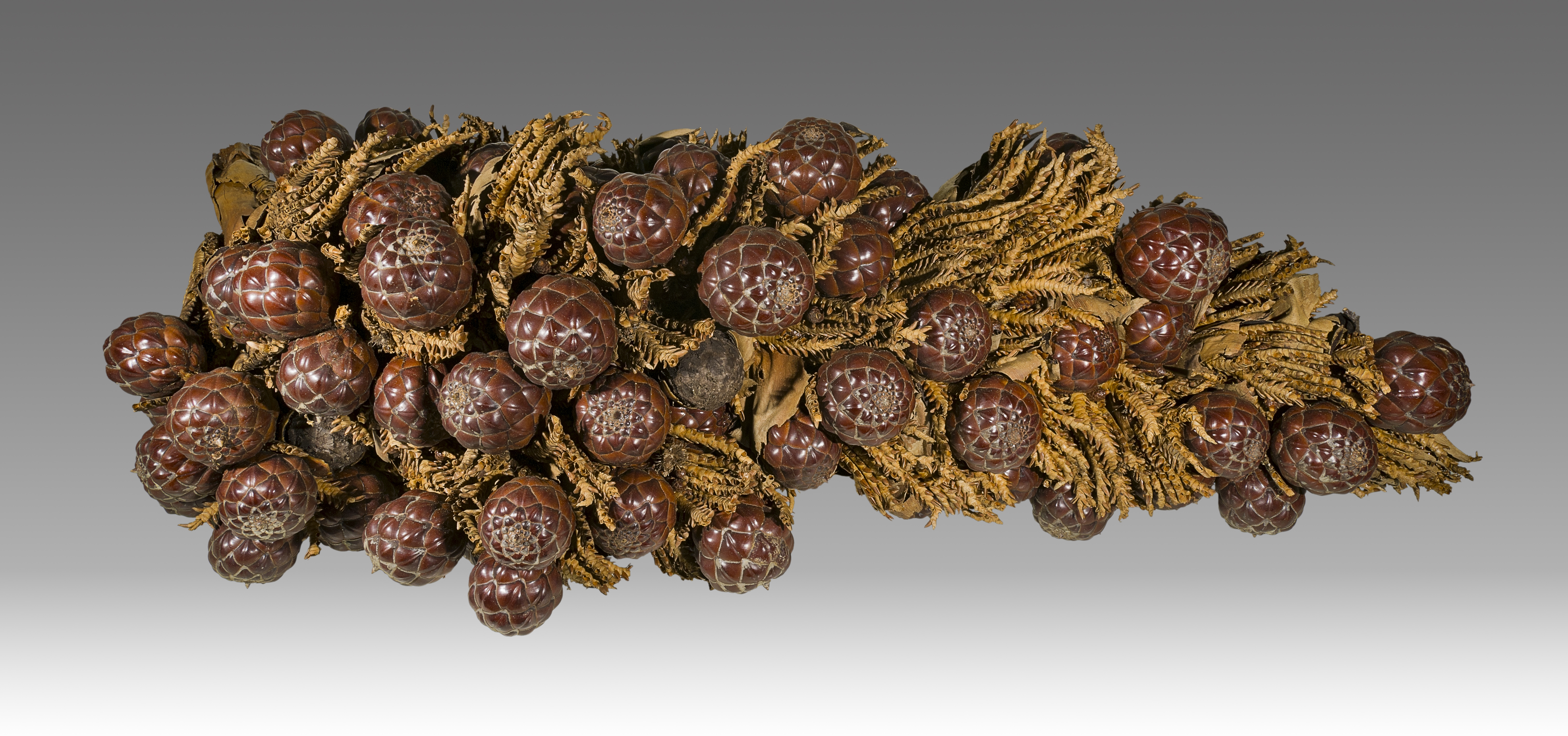
Плоды

Род включает 20 видов.
- Raphia africana Otedoh
- Raphia australis Oberm. & Strey
- Raphia farinifera (Gaertn.) Hyl.
- Raphia gentiliana De Wild.
- Raphia hookeri G.Mann & H.Wendl.
- Raphia laurentii De Wild.
- Raphia longiflora G.Mann & H.Wendl.
- Raphia mambillensis Otedoh
- Raphia mannii Becc.
- Raphia matombe De Wild.
- Raphia monbuttorum Drude
- Raphia palma-pinus (Gaertn.) Hutch.
- Raphia regalis Becc.
- Raphia rostrata Burret
- Raphia ruwenzorica Otedoh
- Raphia sese De Wild.
- Raphia sudanica A.Chev.
- Raphia taedigera (Mart.) Mart.
- Raphia textilis Welw.
- Raphia vinifera P.Beauv. typus[2]